# Guido Verbeck

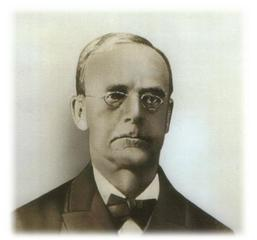
Guido Herman Fridolin Verbeck, 1868

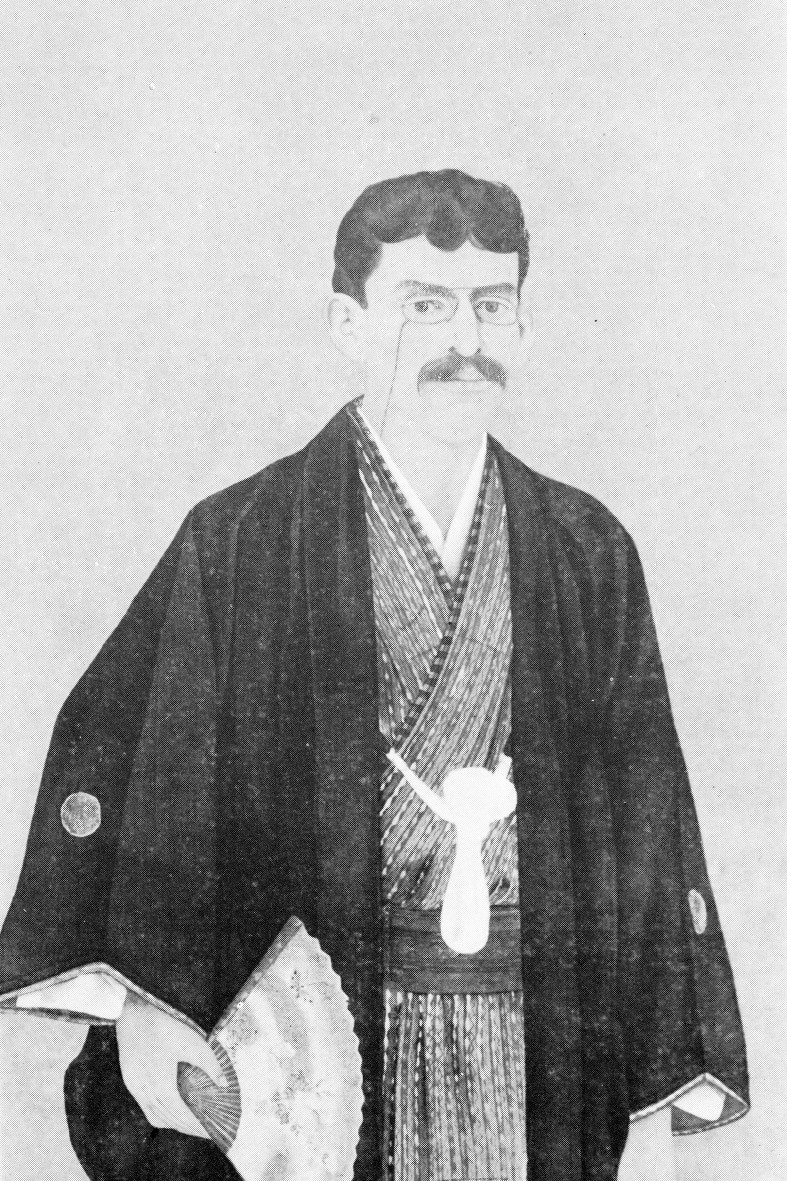
Verbeck in Japan

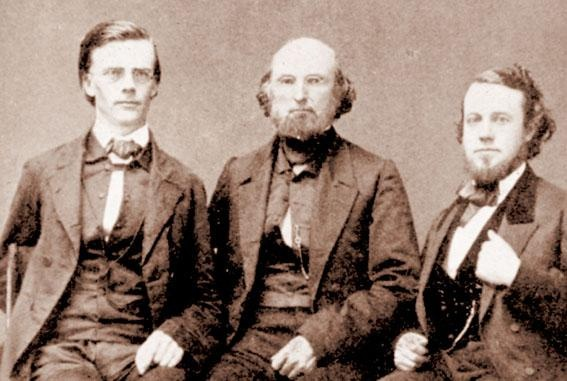
Die Missionare Guido Verbeck, Samuel Robbins Brown und Duane B. Simmons

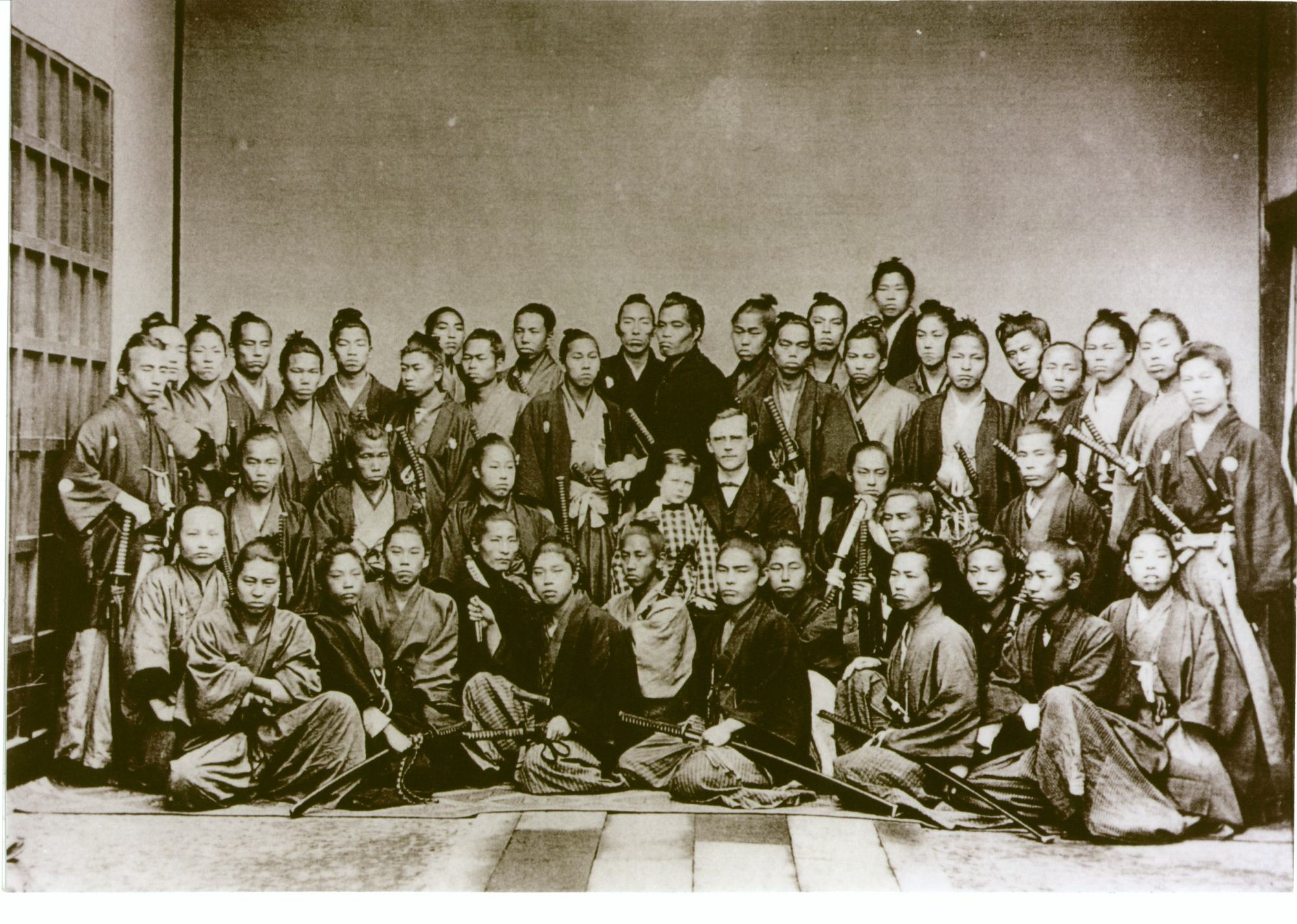
Guido Herman Fridolin Verbeck und seine Schüler in Nagasaki (Foto von Ueno Hikoma, ca. 1868)

Guido Herman Fridolin Verbeck, auch Verbeek (* 28. Januar 1830 in Zeist, Niederlande; † 10. Mai 1898 in Tokio) war ein niederländischer Ingenieur und evangelischer Missionar, der als Lehrer und Ratgeber einen großen Einfluss auf Japan in der frühen Meiji-Zeit ausübte.

## Kindheit und Jugend
Verbeck wurde als sechstes von acht Kindern des Ehepaars Karl und Anna Maria Verbeck in der niederländischen Stadt Zeist geboren. Seine Familie gehörte der Herrnhuter Brüdergemeine (lateinisch: Unitas Fratrum) an. Nach Abschluss der Schulausbildung begann er ein Studium der Ingenieurwissenschaften am Polytechnischen Institut in Utrecht.

## USA
Im Alter von 22 Jahren reiste er auf Einladung eines Schwagers in die Vereinigten Staaten, wo er rund ein Jahr in einer von den Herrnhutern gegründeten Schmiede in Green Bay (Wisconsin) arbeitete. Während dieser Zeit änderte er die Schreibweise seines Namens von „Verbeek“ zu Verbeck. Um mehr von Amerika zu sehen, zog er weiter nach Brooklyn (New York) und von dort nach Helena in Arkansas, wo er als Ingenieur arbeitete. Das Leben der Sklaven auf den Plantagen bewegte ihn tief, ebenso die Lehren des kongregationalistischen Predigers Henry Ward Beecher. Nachdem er 1854 eine Cholera mit knapper Not überlebt hatte, ging er 1855 auf ein theologisches Seminar in Auburn (New York).

## Nagasaki
Während seiner Ausbildung gab die japanische Regierung mehr und mehr Häfen für die Anlandung von Ausländern frei. 1859 wurde auch Nagasaki geöffnet. Im März schloss Verbeck seine Ausbildung in Auburn ab und wurde Missionar der Niederländisch-reformierten Kirche. Im April heiratete er Maria Manion, kurz darauf setzte das Paar nach Shanghai über. Von hier aus reiste er alleine weiter und traf im November in Nagasaki ein. Hier lebte er zunächst im Sōfuku-Tempel (Sōfuku-ji). Nachdem er eine geeignete Residenz anmieten konnte, traf im Dezember seine Frau ein.
Da noch immer jegliche Missionstätigkeit verboten war, bereiteten sich die eingereisten Missionare mit dem Studium der Landessprache und der Übersetzung von Texten vor. Von 1860 an unterrichtete Verbeck vier junge Japaner in der englischen Sprache.
Die Lage in dieser Umbruchszeit war unübersichtlich und für westliche Ausländer nicht ungefährlich. Im September 1862 fiel der Brite Charles Richardson einem Anschlag zum Opfer. Auch in Nagasaki galt es vorsichtig zu sein. Zwar hatten die Verbecks inzwischen ihr Domizil in die Enklave für Ausländer verlegt, doch im folgenden Jahr zog Verbeck für ein halbes Jahr mit seiner Familie nach Shanghai und wartete auf eine Besserung der Verhältnisse.
Die Überwachung der Meeresregion um Nagasaki, einer direkt der Zentralregierung unterstellten Stadt, wurde alternierend von den beiden Domänen Fukuoka (Provinz Chikuzen) und der Domäne Saga (Provinz Hizen) wahrgenommen. 1863 nahm der an westlichen Wissenschaften wie auch am Christentum interessierte Major Domus des Landesherren der Domäne Saga, Murata Wakasa (村田 若狭), Kontakt zu Verbeck auf und schickte zwei junge Männer zur Unterrichtung im Englischen. In der Folge entwickelten sich enge Beziehung zwischen Verbeck und Saga. Auch der Gouverneur von Nagasaki hatte erkannt, dass Verbeck von Nutzen sein konnte. Er setzte sich dafür ein, dass die Regierung im Stadtteil Edomachi eine Schule für Weststudien (洋学所, Yōgakusho) schuf, und vom August 1864 an erteilte Verbeck hier Unterricht in Fremdsprachen und Naturwissenschaften. Noch im selben Jahr wurde die Einrichtung verlegt und in „Sprachschule“ (語学所, Gogakusho) umbenannt. Bald darauf zog man wieder um. An der nunmehr „Haus der sittlichen Vortrefflichkeit“  (済美館, Saibikan) genannten Einrichtung wurden Englisch, Französisch, Deutsch, Russisch, Chinesisch, Niederländisch sowie Geschichte, Geographie, Mathematik, Physik und Ökonomie von insgesamt 19 Lehrkräften gelehrt. In seinem Englischunterricht verwendete Verbeck die amerikanische Unabhängigkeitserklärung und die Verfassung der USA.
Binnen kurzen erwarb sich diese Schule einen vorzüglichen Ruf, und 1867 erhielt Verbeck Schreiben der Landesherren von Kaga, Satsuma, Tosa and Hizen, die ähnliche Institutionen in ihren Domänen aufbauen wollten. Die Domäne Saga hatte bereits 1865 eine Sprachschule, Chienkan (致遠館), in Nagasaki eingerichtet, deren Leitung Verbeck innehatte. Bis zur sogenannten Meiji-Restauration im Jahre 1868 lehrte er mithin an zwei Institutionen zugleich. Einige seiner Schüler wie Ōkuma Shigenobu, Soejima Taneomi, Ōkubo Toshimichi, Sagara Chian, Koide Sennosuke, Yamaguchi Masuka, Ishimaru Yasuyo und Mawatari Toshiyuki sollten bald Karriere machen.
Verbeck war zudem behilflich bei der Anstellung von William Elliot Griffis in Fukui. Der Lebensweg der beiden Missionare kreuzte sich wiederholt während der folgenden Jahre, und nach Verbecks Ableben verfasste Griffins eine umfangreiche Biographie des Verstorbenen.
Des Weiteren sorgte Verbeck dafür, dass ein von Takahashi Shinkichi (1843–1918) und Maeda Masayoshi redigiertes Wörterbuch, in Japan „Satsuma Wörterbuch“ genannt, im Jahre 1869 von der American Presbyterian Mission Press in Shanghai gedruckt wurde.
1867 wurde in Nagasaki sein Sohn Gustave geboren, der später in den USA ein Cartoonist wurde.

## Tokio
1867 trat Tokugawa Yoshinobu, der letzte Shōgun der Tokugawa-Dynastie zurück, Anfang 1868 war der Tennō als höchste Staatsgewalt re-installiert, und wenig später nahmen die Reformkräfte ihre Arbeit auf. Viele stammten aus den westlichen Landesteilen. Einige darunter waren, wie Verbeck schnell feststellte, ehemalige Schüler von ihm, die auch jetzt seine Fähigkeiten und seinen Rat schätzten.
Verbeck unternahm eine Sondierungsreise nach Osaka, wo er erkannte, dass sich das Interesse des Auslands bereits auf die bevölkerungsreichen und wirtschaftlich bedeutsamen Regionen Kansai und Kantō gerichtet hatte. Als er von Ōkubo Toshimichi, der als eine Art Innenminister inzwischen großen Einfluss gewonnen hatte, eine Einladung erhielt, nutzte er diese Gelegenheit und nahm 1869 die Stelle eines Lehrers an der „Hohen Süd-Schule“ (大学南校, Daigaku-Nankō) in Tokio an. Dies war die bald darauf in „Erschließungsschule“ (開成学校, Kaisei-gakkō) umbenannte Keimzelle der ersten neuzeitlichen Universität Japans, der kaiserlichen Universität Tokio. Auch hier übte er auf die jungen, wissbegierigen Studenten einen starken Einfluss aus. Für eine Weile lebte Takahashi Korekiyo in seinem Haus, der bei dem Missionar James Hepburn in Yokohama Englisch gelernt hatte und später Premierminister werden sollte.
Verbeck diente zugleich als Berater der Meiji-Regierung unter Sanjō Sanetomi. Als Sagara Chian, einer seiner Schüler aus Saga, mit der Reform des Medizinalwesens beauftragt wurde, unterstützte Verbeck mit Nachdruck dessen Position, so dass die Regierung sich 1871 für die deutsche Medizin als Grundlage der ärztlichen Ausbildung und Praxis in Japan entschied. Verbeck übte auch  Einfluss auf die Einrichtung der Verwaltung in den anstelle der alten Lehen geschaffenen Präfekturen aus. Die von ihm, wahrscheinlich in Anlehnung an die Große Gesandtschaft Peters des Großen entwickelte Idee für eine Erkundungsreise in die USA und nach Europa ging nach ihrer Verwirklichung unter dem Namen Iwakura-Mission (Dezember 1871 bis September 1873) in die Geschichtsbücher ein.
1871 wurde das Erziehungsministerium gegründet, das Verbeck als Ratgeber bei der Einführung des modernen Schulwesens im Jahre 1872 nutzte.
Im Februar 1873 wurde das seit zwei Jahrhunderten geltende Verbot des Christentums in Japan aufgehoben, so dass er nun seine missionarische Aktivitäten offener betreiben konnte. Die Belastung dieser Jahre in Japan blieb jedoch nicht ohne Folgen für seine Gesundheit. 1873 ließ er sich für ein halbes Jahr beurlauben, um sich zu erholen und reiste von Yokohama nach London. Im Juni machte er eine kurze Reise in die Schweiz, um Iwakura Tomomi, der sich mit seiner Entourage zur Rückreise nach Japan anschickte, zu treffen. Bei dieser Gelegenheit stattete er nach langer Zeit seiner Heimatstadt einen Besuch ab.
Nach der Rückkehr gab er die Stelle an der Universität auf. Im selben Jahr erhielt er einen fünfjährigen Vertrag als Attaché beim japanischen Senat und verbrachte die folgenden Jahre als Missionar, Ratgeber und – in enger Zusammenarbeit mit japanischen Gelehrten – als Übersetzer juristischer Texte (Code Napoléon, Johann Caspar Bluntschlis Allgemeines Staatsrecht, die Verfassungen zahlreicher Staaten in Europa und Amerika usw.). 1877 unterrichtete er an der von Hofkreisen geschätzten „Studien-Akademie“ (学習院, Gakushūin). 1886 wurde er Professor für Theologie an der Meiji-Akademie (明治学院, Meiji Gakuin).
Als er 1890 mit seiner Tochter in die Vereinigten Staaten umsiedeln wollte, wurde ihm dies verweigert, weil er seine niederländische Staatsbürgerschaft nicht belegen konnte und der vormalige Aufenthalt in den USA zur Einbürgerung nicht ausreichte. Daraufhin stellte ihm die japanische Regierung eine permanente Aufenthalts- und Reisegenehmigung für Japan aus.
Verbeck starb 1898 im Alter von 68 Jahren an einem Herzinfarkt. In Anerkennung der großen Verdienste des Verstorbenen schickte der Tennō eine Trauergabe von 500 Yen. An der Beisetzung im Aoyama-Friedhof zu Tokio nahmen ein Abgesandter des Hofes und andere Würdenträger teil.
Als Ōkuma Shigenobu im Jahre 1882 die Waseda-Universität gründete, berief er sich ausdrücklich auf Verbeck, der ihn mit dem Leben und Wirken Thomas Jeffersons bekannt gemacht habe.

## Ehrungen
1877 erhielt Verbeck den zwei Jahre zuvor eingeführten Orden der Aufgehenden Sonne.

## Schriften Verbecks
- G.F. Verbeck: Hōgaku shishin. Tōkyō: Kinkōdō, Meiji 10 [1877].
- G.F. Verbeck: What is the best method of acquiring the Japanese language : a paper read before the Tokio Missionary Conference, November, 1882.  [S.l.: s.n., 1882].
- G.F. Verbeck: History of Protestant missions in Japan : read at the Ōsaka Conference. Yokohama : R. Meiklejohn, 1883.
- Ambrose D. Gring; G.F. Verbeck: The Heidelberg Catechism, or the fundamental doctrines of Christianity, in English, and Japanese Colloquial confirmed with proofs from the holy Scriptures. Yokohama: R. Meiklejohn & Co., 1884.
- G.F. Verbeck: A synopsis of all the conjugations of the Japanese verbs, with explanatory text and practical application. Yokohama: Kelly & Walsh, 1887. (95 p.)
- Y. N. Murakami; G. F. Verbeck: A New easy conversations in English and Japanese, adapted for Japanese schools. Osaka: M. Sasuke, 1887.
- G.F. Verbeck: Hito no kami o ogamubeki riyū. Tōkyō: Kirisutokyō Shorui Kaisha, Meiji 29 [1896].